# Дом Хемингуэй
«Дом Хемингуэ́й» (англ. Dom Hemingway) — криминальная драматическая комедия режиссёра и сценариста Ричарда Шепарда. В главных ролях — Джуд Лоу, Ричард Э. Грант, Демиан Бичир и Эмилия Кларк. Премьера фильма состоялась на кинофестивале в Торонто 8 сентября 2013 года.

## Сюжет
Фильм начинается со сцены, в которой обнажённый Дом (сокращение от «Доменик») Хемингуэй (Джуд Лоу) рассказывает о собственном величии. Впоследствии оказывается, что в этот момент ему оказывает услугу орального секса некий другой мужчина, а действие происходит в тюрьме, в которой Дом сидит уже двенадцать лет.
Выйдя из тюрьмы Дом первым делом избивает до полусмерти Санди Баттерфилда (Ник Раггетт), бывшего мужа своей жены. Затем герой отправляется в паб, где встречается со своим приятелем Дикки (Ричард Э. Грант). Выясняется, что жена Дома умерла от рака, когда он был в тюрьме, а с дочкой Эвелин (Эмилия Кларк) он пока не решается пообщаться. Дом проявляет свой буйный характер, отправившись в загул с двумя проститутками.
Утром следующего дня Дом и Дикки направляются во Францию, на виллу мистера Фонтейна, прикрывая которого, он сидел в тюрьме. Приехав на виллу, они встречают сексуальную Паолину (Мадалина Генеа), которая сразу же привлекает внимание главного героя. Встретившись с влиятельным мистером Фонтейном (Демиан Бичир), Дом неожиданно испытывает приступ гнева и начинает оскорблять Фонтейна, пародирует его имя, нелепо коверкает отчество (Фонтейн русский — Иван Анатольевич Фонтанов), говорит, что хочет заняться сексом с Паолиной и т. д. Затем, обессиленный вспышкой собственного гнева, он падает на красное кресло (сцена запечатлена на рекламном плакате фильма).
Вечером Дом пытается голым уйти с виллы, но его догоняет Дикки. Дом считает, что после всех оскорблений Фонтейн его неминуемо убьёт. Дикки говорит, что Фонтейн по-прежнему должен Дому кучу денег, и призывает приятеля просить прощения.
Фонтейн действительно прощает Дома и выдаёт ему обещанную долю 250 тысяч фунтов стерлингов, а также ещё 500 тысяч фунтов в качестве «утешительного приза». Тут же начинается безумная вечеринка с проститутками, кокаином и купанием в бассейне. На вечеринке Дом знакомится с Мелоди (Керри Кондон), которой рассказывает о том, что в детстве играл в школьном театре. Затем вся компания отправляется куда-то в город по ночной петляющей дороге на белом «Роллс-Ройсе» Фонтейна. Дом управляет машиной стоя. Он читает патетический монолог о себе любимом, увлекается и машина врезается в дерево.
После автокатастрофы Дом находится без сознания и видит Паолину, которая спрашивает его про деньги. Очнувшись, Дом возвращает к жизни Мелоди, делая ей искусственное дыхание. Девушка говорит ему, что раз он спас ей жизнь, то с ним теперь обязательно случится что-то хорошее, когда он этого не ждёт. Затем герой видит умирающего Фонтейна, которого насквозь пронзил кусок решётки радиатора. Дикки напоминает Дому, что видел Паолину, которая направлялась в сторону дома.
Вернувшись на виллу, Дом понимает, что Паолина украла все его деньги. Спускаясь с холма наперерез машине, он останавливает «Мерседес» девушки, видит на переднем сиденье сумку со своими деньгами, но не может остановить её.
В следующей сцене мы видим пьяного Дома с рассечённым в драке лбом, который вырубается прямо перед дверью квартиры Эвелин. Его укладывают в постель и выхаживают, но в доме явно не рады его присутствию. Муж Эвелин Хью (Нейтан Стюарт-Джарретт) просит его побыстрее убраться из дома, но он же знакомит Дома с внуком Джаварой и говорит, в каком клубе Дом может встретить свою дочь сегодня вечером.
Дом отправляется на концерт, видит Эвелин, которая поёт, но не может подойти к ней. Вернувшись в квартиру Дикки, он говорит ему, что должен встретиться с Лестером Младшим (Jumayn Hunter), сыном Лестера МакГриви, который некогда был соперником Фонтейна. Дикки говорит, что Дому не стоит встречаться с Лестером, поскольку тот ещё хуже, чем его отец. Но Дом говорит, что у него нет вариантов, ему нужна работа.
Лестер, однако, не рад видеть Дома. Он не может простить ему смерть своего кота, которого убил Дом. Однако бандит предлагает ему пари: Дом должен за 10 минут взломать новейший электронный сейф в офисе Лестера и тогда получит работу. Если же нет, то Лестер отрежет ему мужское достоинство.
Дом и Дикки отправляются в клуб Лестера, причём Дом уже основательно «накачался» пивом. За 10 минут Дом открывает сейф с помощью кувалды, «болгарки» и знания о том, что болты внутри сейфа обычно бывают неплотно закручены. Однако Лестер показывает на небольшую коробочку, которую Дом достал из сейфа, и говорит, что настоящий сейф он всё же не открыл. Он оскорбляет Дома, говоря, что его все всегда обставляли, а он всё по-прежнему пытается играть по правилам.
От неминуемой кастрации героя спасает только появлении сотрудников службы охраны сейфов. Дом и Дикки оперативно разделываются с Лестером и его подручными и пускаются наутёк. Убегая от преследования, Дом оказывается возле клуба, из которого выходит Эвелин с Хью. Дом пытается поговорить с Эвелин, но она обвиняет его в том, что он не «сдал» Фонтейна и в результате ушёл из семьи, потерял жену и её. Она говорит Дому, что он ей ничего не дал и что она не хочет его видеть. Дом говорит Эвелин, что хотел бы навестить могилу жены вместе с внуком.
На следующий день возле входа на кладбище герой неожиданно встречает Мелоди, которую спрашивает про её предсказание. Мелоди спрашивает, чего хочет Дон. Сначала тот отвечает, что хочет свои деньги, но затем говорит, что главное для него — помириться с дочерью.
Возле могилы жены Дом произносит прочувственный монолог о своей жизни и о том, какой он никчёмный человек. И вдруг видит рядом с собой Джавару. Дом отводит мальчика к матери и спрашивает, может ли он пройтись с ними. Эвелин только разрешает ему отвести внука в школу в понедельник, если он не напьётся в воскресенье. Джавара на прощание машет рукой Дому, а тот ему.
Идя по улице, Дом видит, как возле дорогого ресторана останавливается Maserati, из которого выходит Паолина со спутником. Зайдя в ресторан, Дом шепчет Паолине угрозы и обещает разделаться с ней. На прощание он целует её в губы. В финале фильма Дом идёт по улице, подкидывая в воздух дорогое кольцо с бриллиантами, украденное у Паолины.

## В ролях
| Актёр                  | Роль           |
| ---------------------- | -------------- |
| Джуд Лоу               | Дом Хемингуэй  |
| Ричард Э. Грант        | Дикки          |
| Демиан Бичир           | мистер Фонтейн |
| Эмилия Кларк           | Эвелин         |
| Джумэйн Хантер         | Лестор         |
| Мадалина Генеа         | Паолина        |
| Керри Кондон           | Мелоди         |
| Нейтан Стюарт-Джарретт | Хью            |

## Съёмки
Съёмки фильма проходили в морском музее «Историческая верфь Чатема», в Лондоне, на киностудии Pinewood Studios и в Сен-Тропе.
Для съёмок в фильме Джуду Лоу пришлось набрать 14 килограммов лишнего веса.